# Listen To The Banned
Listen To The Banned är ett samlingsalbum med musik av förbjudna, censurerade och fängslade artister från Mellanöstern, Afrika och Asien. Albumet är resultatet av två års samarbete mellan den norska artisten Deeyah Khan och den internationella organisationen Freemuse.
Albumet ”Listen To The Banned” har toppat som nummer 6 på World Music Charts Europe och var på listan flera månader.
Albumet släpptes över hela världen under 2010 med Grappa Musikkforlag. 
Deeyahs syfte med ”Listen To The Banned” är att bidra till att ge en röst åt de tystade och till att främja det fria kreativa och musikaliska uttrycket, dessutom för att främja arbetet med Freemuse. 
Albumet stöds av Amnesty International UK. 
Freemuse & Deeyahs nuvarande ”Listen To The Banned” är den första, i vad som planeras att vara en längre serie av samlingsalbum.

## Låtlista
| Nr  | Titel                    | Artist(er)        | Längd |
| --- | ------------------------ | ----------------- | ----- |
| 1.  | Mystery                  | Mahsa Vahdat      | 4:59  |
| 2.  | Arooss-e-Aftaw           | Farhad Darya      | 3:44  |
| 3.  | Constitution Constipée   | Lapiro De Mbanga  | 7:31  |
| 4.  | Oh My Father, I Am Yusif | Marcel Khalife    | 6:54  |
| 5.  | Rebel Woman              | Chiwoniso Maraire | 4:31  |
| 6.  | Quitte Le Pouvoir        | Tiken Jah Fakoly  | 4:20  |
| 7.  | Salam Darfur             | Abazar Hamid      | 3:57  |
| 8.  | Al Shatte' Al Akhar      | Kamilya Jubran    | 4:45  |
| 9.  | Atlan Dok                | Kurash Sultan     | 5:32  |
| 10. | Alisero                  | Ferhat Tunc       | 5:33  |
| 11. | Regreso                  | Aziza Brahim      | 5:11  |
| 12. | Speena Kontara           | Haroon Bacha      | 6:41  |
| 13. | Non Au Racisme           | Fadal Dey         | 3:10  |
| 14. | Bhallelak                | Amal Murkus       | 2:39  |